# Jade Parfitt
Jade Parfitt (ur. 1 czerwca 1978 w Londynie) – brytyjska modelka. 

## Kariera
Jade w drugiej połowie lat 90. była określana symbolem modelki nowej ery. Po raz pierwszy z zawodem modelki zetknęła się dzięki swojej matce, która w 1993 roku zgłosiła ją do konkursu telewizyjnego dla przyszłych modelek, który wygrała. Nagrodą był kontrakt z londyńską agencją Models 1. Pierwszym poważnym zleceniem jakie dostała był udział w pokazie domu mody Prada w Mediolanie w 1994 roku. Po tym pokazie zaczęto coraz częściej mówić o Jode. W ciągu kilku tygodni podpisała kontrakt z agencjami w Mediolanie, Barcelonie oraz Paryżu. Odtąd prezentowała kolekcje najbardziej liczących się w branży mody projektantów: Rifat Ozbek, Akira, Ann Demeulemeester, Chado Ralph Rucci, Christian Lacroix, Fendi, Jean Paul Gaultier, Sonia Rykiel oraz Chanel. Wielokrotnie zdobiła okładki włoskiego, francuskiego i brytyjskiego wydania Vogue oraz brytyjskiego i francuskiego Elle. W 2011 roku była główną modelką na pokazie najnowszej kolekcji Emanuela Ungaro oraz Martina Granta.